# 자수정

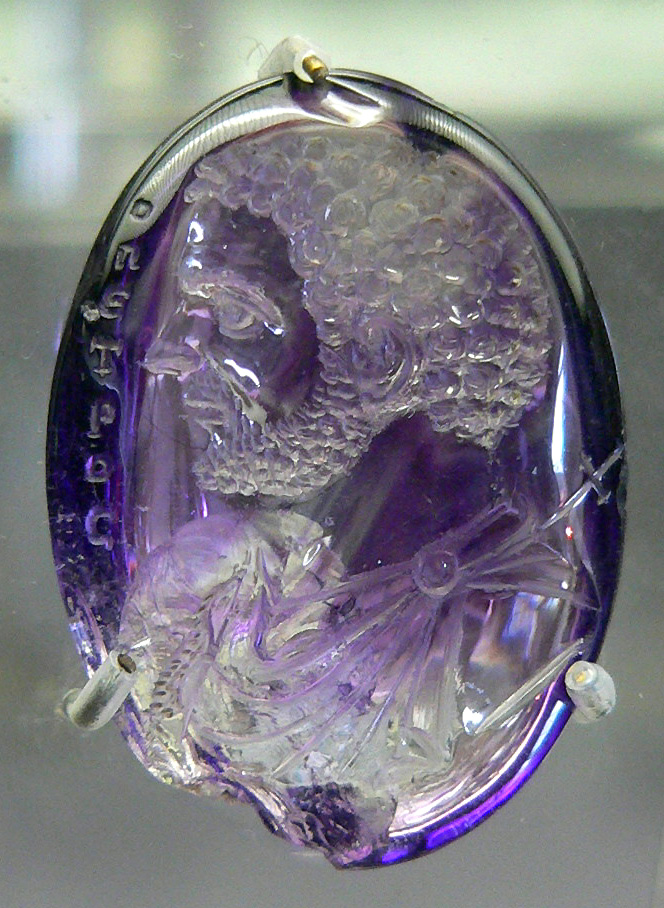
자수정 보석

자수정(영어: amethyst)은 옅은 보랏빛에서부터 아주 진한 보랏빛을 띠는 보석이며 예로부터 귀족들을 상징하는 보석이었다. 보라색을 만들기 힘들었던 시절에는 왕족과 귀족들만 보라색 옷을 입을 수 있었다. 보라색 옷에는 역시 보랏빛을 띠는 자수정이 잘 어울렸다.

## 역사
18세기 이전에는 보라색 염료가 귀하여 보라색이 부와 권력을 상징했다. 그래서 자수정은 유럽 기독교에서 교회, 주교의 권력을 나타내고자 주교의 반지에 장식되기도 하였다.

## 문화
- 2월의 탄생석에 속한다.

## 한국
대한민국 울산광역시에는 최고급 자수정을 생산하는 광산이 있었다. 이 광산은 현재 관광지인 자수정 동굴나라로 재탄생했다. 

## 같이 보기
- 보석
- 석영